# Battaglia di Gavinana
La battaglia di Gavinana si combatté il 3 agosto 1530 nell'omonimo paese del Pistoiese nel quadro dell'assedio di Firenze, fra 3 500 armati al soldo dei fiorentini comandati da Francesco Ferrucci e una forza preponderante d'imperiali, inviati da Carlo V, che contava oltre 9 000 armati e era costituita da gruppi di combattimento legati a vari capitani di ventura o direttamente al soldo dell'imperatore. Vanno ricordati tra i condottieri: Amico d'Arsoli, Gregorio Stendardi, detto Goro da Montebenichi, Fabrizio Maramaldo, Marzio Colonna, Alessandro Vitelli, Niccolò Bracciolini e Pompeo Farina, sotto il comando generale di Filiberto di Chalon, principe d'Orange, nonché viceré del regno di Napoli.

## Storia
La battaglia fu l'epilogo del tentativo disperato di rompere il cerchio dell'assedio da parte delle fino allora invitte truppe del Ferrucci.
La battaglia incominciò quando le spie al soldo degl'imperiali comunicarono che Ferrucci, proveniente da Calamecca, si trovava a San Marcello e che voleva spostarsi con le truppe a Gavinana. Fu dato ordine a Pompeo Farina di appostare i suoi 300 archibugieri in modo da impedire che il nemico raggiungesse la cittadina e di occuparla per primo in attesa che giungessero poi i rinforzi. Ferrucci comprese che Gavinana era sotto assedio, ma non perduta, nel momento che sentì le campane. Allora mosse dividendo l'esercito in due parti, e accorse verso la cittadina.
Ferrucci entrò dunque per una porta mentre i rinforzi del gruppo Maramaldo entrarono attraverso un'altra porta. I due gruppi quindi si incontrarono e incominciarono una cruenta battaglia senza esclusione di colpi.
Giunsero le Bande Rosse e Bianche a dare manforte a Maramaldo, mentre la cavalleria del Principe d'Orange attaccava senza grandi successi quella fiorentina. Gli archibugieri fiorentini infine riuscirono a ricacciare la cavalleria imperiale. A questo punto il Principe preso da un moto d'ira, nel vedere i suoi ritirarsi si butta nella mischia, sotto il tiro diretto degli archibugieri e finisce ferito a morte con due colpi, uno al petto e l'altro al collo.
Immediatamente spogliato dell'armatura, fu quasi subito nascosto alla vista per evitare che i suoi soldati lo vedessero morto ma la voce della sua morte si sparse lo stesso e molti incominciarono a fuggire, mentre i fiorentini, animati, a sperare nella vittoria.
La battaglia già durava da circa tre ore, e il caldo era insopportabile. Ferrucci, che combatteva dentro le mura della città e aveva già scacciato i Lanzichenecchi, si era fermato a riposare, sperando sempre di più nella vittoria, soprattutto vedendo che molti dei nemici preferivano razziare e scappare piuttosto che combattere.
Ma alla fine quei Lanzichenecchi, che essendo in soprannumero non avevano ancora combattuto, entrarono in città e da combattenti freschi incominciarono ad avere la meglio sulle stanche truppe fiorentine. La città era piena di morti e di feriti mentre all'esterno i nemici più numerosi cominciarono a raggrupparsi e a circondarla, non lasciando più vie di fuga ai fiorentini, che però rifiutavano la resa, lanciandosi nella mischia con coraggio. Ferrucci si diresse in un casolare e da lì nonostante fosse ferito continuò ancora a combattere, finché vista l'impossibilità di continuare, si arrese.
Ferrucci fu fatto prigioniero da un soldato spagnolo, che bramava avere la taglia ma Maramaldo ordinò che gli fosse portato innanzi e, fattolo disarmare, prese a insultarlo mentre Ferrucci ribatteva a tono. Infine preso dall'ira lo infilzò. Al che Ferrucci gli disse l'ormai famosa frase "Vile, tu uccidi un uomo morto!", o in maniera più fiorentina "Vile, tu dai a un morto!".
Maramaldo dopo averlo così infilzato, diede ordine ai suoi di finirlo. Maramaldo forse intendeva vendicare le numerose sconfitte e gli scorni patiti durante l'assedio di Volterra. Tale fu l'ignominia guadagnatasi dal condottiero con quell'atto che dal suo nome si trasse l'insulto ancora oggi in uso. L'episodio, periodicamente rimesso in dubbio da riabilitatori, è tuttavia riportato in numerosissime versioni coeve, tra le quali spicca quella del Guicciardini.
Altra vendetta fu quella di Marzio Colonna nei confronti di Amico d'Arsoli, comprato per 6 000 ducati e ucciso per vendicare la morte del cugino Scipione Colonna.
La distruzione del contingente fiorentino portò pochi giorni dopo alla capitolazione per trattato della Repubblica Fiorentina e al ritorno al potere dei Medici.